# Маний Ацилий Глабрион (консул 67 года до н. э.)
Ма́ний Аци́лий Глабрио́н (лат. Manius Acilius Glabrio; родился, по одной из версий, между 112 и 110 годом до н. э. — умер после 57 года до н. э.) — римский военачальник и политический деятель из плебейского рода Ацилиев, консул 67 года до н. э. Некоторое время командовал в Третьей Митридатовой войне, но никаких успехов не добился.

## Происхождение
Маний Ацилий принадлежал к плебейскому роду, представители которого упоминаются в источниках, начиная с последних лет III века до н. э. Отцом Глабриона был народный трибун приблизительно 122 года до н. э. того же имени, а матерью — представительница знатной семьи Муциев Сцевол. По одной версии, эта матрона была дочерью Публия Муция Сцеволы, консула 133 года до н. э., по другой — дочерью Квинта Муция Сцеволы «Авгура», консула 117 года до н. э. В последнем случае Глабрион был правнуком Гая Лелия Мудрого.

## Биография
Первое упоминание о Мании Ацилии в сохранившихся источниках относится к 82 году до н. э. Тогда Глабрион уже был женат на Эмилии Скавре — падчерице Луция Корнелия Суллы, захватившего единоличную власть над Римом в ходе гражданской войны. Сулла разорвал этот брак и выдал Скавру за молодого, но перспективного военачальника Гнея Помпея, хотя она была тогда беременна. При родах Скавра умерла.
В 70 году до н. э. Маний Ацилий занимал должность претора и возглавлял судебную комиссию, которая занималась делами о вымогательствах. Именно ему подал иск против Гая Верреса Марк Туллий Цицерон. В 67 году до н. э., спустя положенное по закону Виллия время, Глабрион стал консулом совместно с ещё одним плебеем — Гаем Кальпурнием Пизоном. Вдвоём консулы добились принятия закона против предвыборных махинаций (de ambitu): осуждённый по такому закону должен был выплатить крупный штраф, исключался из сената и на всю жизнь терял пассивное избирательное право. Некоторые источники упоминают в связи с этой инициативой только Пизона, и в историю закон вошёл как Lex Calpurnia.
Согласно Lex Gabinia, Маний Ацилий получил в качестве провинции Вифинию и Понт; это означало командование в шедшей с 74 года до н. э. Третьей Митридатовой войне. Глабрион поспешил на Восток в надежде на быструю победу (понтийцы до этого много раз терпели поражения от римлян). О дальнейших событиях почти ничего не известно, так как авторы, рассказывающие об этом (Цицерон, Саллюстий и Аппиан) используют очень общие формулировки. По-видимому, армия, переданная Манию Ацилию Луцием Лицинием Лукуллом, была очень недовольна затянувшейся войной и новым командованием; это недовольство приняло настолько острые формы, что Лукуллу пришлось опять возглавить войско с тем, чтобы в 66 году до н. э. передать его Гнею Помпею.
Глабрион вернулся в Рим. В конце 63 года до н. э. он участвовал в сенатском обсуждении судьбы катилинариев, а последние упоминания о нём относятся к 57 году до н. э.: тогда он заседал в сенате и в коллегии понтификов.

## Потомки
Жена Глабриона, Эмилия Скавра, была дочерью Марка Эмилия Скавра и Цецилии Метеллы Далматики (во втором браке жены Суллы). Предположительно, ребёнок, при рождении которого она умерла, — это Маний Ацилий Глабрион, в 54 году до н. э. просивший суд проявить милосердие к его дяде по матери.